# Ischemická choroba srdeční

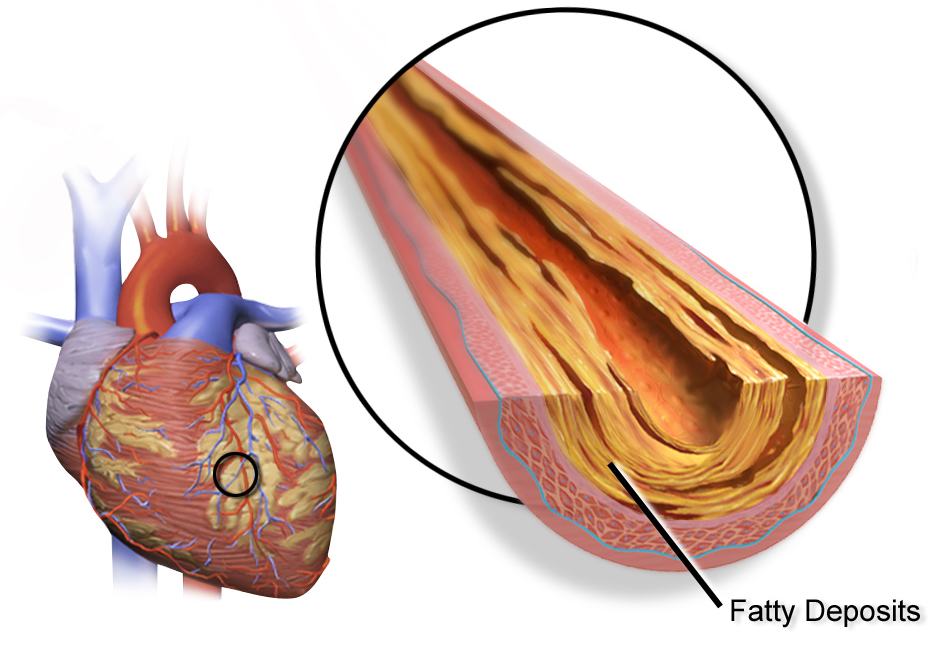
Aterosklerotické pláty ve věnčité tepně

Ischemická choroba srdeční je onemocnění, při kterém se aterosklerotické pláty ukládají v koronárním řečišti, kde jsou příčinou sníženého průtoku krve v srdečním svalu – myokardu. Srdeční sval trpí nedokrevností – ischemií. Klinickým projevem tohoto nepoměru mezi dodávkou a poptávkou kyslíku je bolest na hrudi – angina pectoris (AP). Finálním stádiem je koagulační nekróza srdečního svalu – infarkt myokardu.